# 3. Division 2022-2023
La 3. Division 2022-2023 è stata la 2ª edizione della quarta categoria del campionato danese di calcio.

## Stagione

### Novità
Al termine della stagione 2021-2022, lo Slagelse, il KFUM Roskilde, l'Herlev, e il Karlslunde sono state retrocesse in Danmarksserien, mentre il Roskilde e il Frem sono approdate in 2. Division. Al loro posto sono state promosse dalla Danmarksserien l'Ishøj, il Tarnby, il SfB-Oure e l'Holstebro, e sono state retrocesse dalla 2. Division l'FA 2000 e il Middelfart.

### Formula
Prima fase
Le 12 squadre partecipanti si affrontano in un gironi di andata-ritorno, per un totale di 22 giornate.
Seconda fase
Il gruppo viene diviso in 2 gruppi da 6: il gruppo promozione (dalla 1ª alla 6ª classificata) e il gruppo retrocessione (dalla 7ª alla 12ª classificata) mantenendo i punti guadagnati nella prima fase.
Le squadre di ogni gruppo si affrontano 2 volte a testa.
Le squadre classificate al primo e al secondo posto ottengono la promozione in 2. Division 2023-2024.
Le ultime quattro classificate retrocederanno direttamente nella Danmarksserien 2023-2024.

## Squadre partecipanti
| Club          | Stagione | Città         | Stadio                   | Stagione 2021-22                    |
| ------------- | -------- | ------------- | ------------------------ | ----------------------------------- |
| Dalum         | dettagli | Odense        | Dalum Stadion            | 5º posto in 2.Division              |
| FA 2000       | dettagli | Frederiksberg | Frederiksberg Idrætspark | 12º posto in 2.Division             |
| Holstebro     | dettagli | Holstebro     | Holstebro Boldklub       | 1º posto in Danmarksserien gruppo 4 |
| Ishøj         | dettagli | Ishøj         | Ishøj Idrætscenter       | 1º posto in Danmarksserien gruppo 1 |
| Lyseng        | dettagli | Aarhus        | Lyseng Idrætscenter      | 6º posto in 3.Division              |
| Middelfart    | dettagli | Middelfart    | Middelfart Stadium       | 11º posto in 2.Division             |
| Næsby         | dettagli | Kirkendrup    | Næsby Stadium            | 4º posto in 3.Division              |
| Oure          | dettagli | Svenborg      | Høje Bøge Stadium        | 1º posto in Danmarksserien gruppo 3 |
| AB Tårnby     | dettagli | Tårnby        | Tårnby Stadium           | 1º posto in Danmarksserien gruppo 2 |
| Vanløse       | dettagli | Vanløse       | Vanløse Idrætspark       | 8º posto in 3. Division             |
| VSK Aarhus    | dettagli | Aarhus        | Vejlby Stadium           | 3º posto in 3. Division             |
| Young Boys FD | dettagli | Silkeborg     | Søholt Idrætsanlæg       | 7º posto in 3.Division              |

## Prima fase

### Classifica
|  | Pos. | Squadra       | Pt | G  | V  | N | P  | GF | GS | DR  |
|  | ---- | ------------- | -- | -- | -- | - | -- | -- | -- | --- |
|  | 1.   | Middelfart    | 54 | 22 | 17 | 3 | 2  | 48 | 15 | +33 |
|  | 2.   | FA 2000       | 42 | 22 | 13 | 3 | 6  | 42 | 23 | +19 |
|  | 3.   | Vanløse       | 38 | 22 | 11 | 5 | 6  | 37 | 30 | +7  |
|  | 4.   | Ishøj         | 37 | 22 | 11 | 4 | 7  | 55 | 31 | +24 |
|  | 5.   | VSK Aarhus    | 36 | 22 | 10 | 6 | 6  | 44 | 25 | +19 |
|  | 6.   | Næsby         | 36 | 22 | 10 | 6 | 6  | 40 | 22 | +18 |
|  | 7.   | Young Boys FD | 35 | 22 | 10 | 5 | 7  | 37 | 23 | +14 |
|  | 8.   | Oure          | 27 | 22 | 6  | 9 | 7  | 31 | 48 | -17 |
|  | 9.   | Lyseng        | 26 | 22 | 7  | 5 | 10 | 29 | 42 | -13 |
|  | 10.  | Holstebro     | 23 | 22 | 6  | 5 | 11 | 26 | 32 | -6  |
|  | 11.  | AB Tårnby     | 17 | 22 | 5  | 2 | 15 | 27 | 50 | -23 |
|  | 12.  | Dalum         | 0  | 22 | 0  | 0 | 22 | 6  | 81 | -75 |

Legenda:
      ammesso ai play-off promozione
      ammesso ai play-out retrocessione 
Note:

Tre punti a vittoria, uno a pareggio, zero a sconfitta.

### Risultati
|               | Dal  | FA   | Hol  | Ish  | Lys        | Mid  | Næs  | Our  | Tar  | Van  | VSK  | YoB  |
| ------------- | ---- | ---- | ---- | ---- | ---------- | ---- | ---- | ---- | ---- | ---- | ---- | ---- |
| Dalum         | –––– | 0-5  | 2-3  | 1-8  | 0-3 a tav. | 0-1  | 0-6  | 0-2  | 0-1  | 0-2  | 1-5  | 0-5  |
| FA 2000       | 4-0  | –––– | 2-0  | 0-2  | 1-2        | 0-4  | 2-1  | 1-2  | 2-1  | 1-2  | 4-1  | 0-1  |
| Holstebro     | 3-0  | 1-2  | –––– | 1-0  | 2-2        | 1-1  | 1-2  | 3-1  | 1-4  | 0-1  | 1-1  | 0-1  |
| Ishøj         | 6-0  | 1-2  | 1-0  | –––– | 5-1        | 1-4  | 1-1  | 10-0 | 2-0  | 1-2  | 1-5  | 2-3  |
| Lyseng        | 2-0  | 1-4  | 1-1  | 1-2  | ––––       | 0-4  | 1-1  | 2-1  | 2-3  | 3-0  | 0-0  | 2-2  |
| Middelfart    | 1-0  | 1-1  | 1-0  | 3-1  | 3-0        | –––– | 4-0  | 3-0  | 1-3  | 0-2  | 2-1  | 3-2  |
| Næsby         | 1-0  | 0-1  | 2-0  | 1-1  | 2-1        | 0-1  | –––– | 2-2  | 4-0  | 4-1  | 2-0  | 2-0  |
| Oure          | 5-0  | 0-2  | 3-2  | 2-2  | 1-0        | 1-4  | 0-5  | –––– | 2-1  | 1-2  | 1-1  | 1-1  |
| AB Tårnby     | 5-0  | 1-4  | 1-3  | 1-3  | 1-2        | 0-3  | 1-1  | 2-3  | –––– | 0-2  | 0-5  | 0-5  |
| Vanløse       | 5-1  | 1-1  | 0-1  | 1-2  | 4-2        | 1-1  | 2-2  | 4-2  | 1-1  | –––– | 1-0  | 1-1  |
| VSK Aarhus    | 3-0  | 1-1  | 3-1  | 2-2  | 5-0        | 1-2  | 1-0  | 1-1  | 1-0  | 4-2  | –––– | 1-0  |
| Young Boys FD | 5-1  | 0-2  | 1-1  | 0-1  | 0-1        | 0-1  | 2-1  | 0-0  | 3-1  | 2-0  | 3-2  | –––– |

## Seconda fase

### Play-off promozione

#### Classifica finale
|  | Pos. | Squadra    | Pt | G  | V  | N  | P  | GF | GS | DR  |
|  | ---- | ---------- | -- | -- | -- | -- | -- | -- | -- | --- |
|  | 1.   | Middelfart | 75 | 32 | 23 | 6  | 3  | 60 | 20 | +40 |
|  | 2.   | FA 2000    | 58 | 32 | 17 | 7  | 8  | 56 | 32 | +24 |
|  | 3.   | VSK Aarhus | 53 | 32 | 15 | 8  | 9  | 56 | 35 | +21 |
|  | 4.   | Ishøj      | 48 | 32 | 14 | 6  | 12 | 67 | 47 | +30 |
|  | 5.   | Vanløse    | 47 | 32 | 13 | 8  | 11 | 48 | 45 | +3  |
|  | 6.   | Næsby      | 43 | 32 | 11 | 10 | 11 | 49 | 37 | +12 |

Legenda:
      promossa in 2. Division 2023-2024
Note:

Tre punti a vittoria, uno a pareggio, zero a sconfitta.

#### Risultati
|            | FA   | Ish  | Mid  | Næs  | Van  | VSK  |
| ---------- | ---- | ---- | ---- | ---- | ---- | ---- |
| FA 2000    | –––– | 3-1  | 1-1  | 0-0  | 2-0  | 1-0  |
| Ishøj      | 0-2  | –––– | 0-2  | 3-1  | 2-0  | 0-2  |
| Middelfart | 1-0  | 0-0  | –––– | 0-0  | 2-0  | 0-1  |
| Næsby      | 4-3  | 1-1  | 0-1  | –––– | 0-2  | 1-2  |
| Vanløse    | 1-1  | 4-2  | 2-3  | 1-1  | –––– | 1-2  |
| VSK Aarhus | 1-1  | 1-3  | 1-2  | 2-1  | 0-0  | –––– |

### Classifica finale
|  | Pos. | Squadra       | Pt | G  | V  | N  | P  | GF | GS  | DR  |
|  | ---- | ------------- | -- | -- | -- | -- | -- | -- | --- | --- |
|  | 7.   | Young Boys FD | 59 | 32 | 17 | 8  | 7  | 61 | 30  | +31 |
|  | 8.   | Holstebro     | 42 | 32 | 11 | 9  | 12 | 47 | 43  | +4  |
|  | 9.   | Lyseng        | 41 | 32 | 11 | 8  | 13 | 52 | 54  | -2  |
|  | 10.  | Oure          | 38 | 32 | 9  | 11 | 12 | 48 | 70  | -22 |
|  | 11.  | AB Tårnby     | 28 | 32 | 8  | 4  | 20 | 41 | 74  | -33 |
|  | 12.  | Dalum         | 3  | 32 | 1  | 0  | 31 | 12 | 110 | -98 |

Legenda:
      retrocessa in Danmarksserien 2023-2024 
Note:

Tre punti a vittoria, uno a pareggio, zero a sconfitta.

#### Risultati
|               | Dal  | Hol  | Lys  | Our  | Tar  | YoB  |
| ------------- | ---- | ---- | ---- | ---- | ---- | ---- |
| Dalum         | –––– | 0-3  | 0-3  | 1-5  | 3-0  | 0-2  |
| Holstebro     | 2-0  | –––– | 2-2  | 3-1  | 4-2  | 1-1  |
| Lyseng        | 4-0  | 0-2  | –––– | 2-2  | 1-1  | 0-1  |
| Oure          | 2-1  | 0-0  | 1-6  | –––– | 4-1  | 2-3  |
| AB Tårnby     | 2-1  | 3-2  | 1-5  | 3-1  | –––– | 0-0  |
| Young Boys FD | 6-0  | 1-1  | 3-1  | 3-0  | 3-1  | –––– |